# Saint-Nizier-du-Moucherotte
Saint-Nizier-du-Moucherotte là một xã của tỉnh Isère, thuộc vùng Rhône-Alpes, đông nam nước Pháp.